# Kerry Von Erich
Kerry Gene Adkisson (3 de Fevereiro de 1960 - 18 de Fevereiro de 1993) foi um lutador de wrestling profissional estadunidense, mais conhecido pelos ring names Kerry Von Erich e Texas Tornado. Adkisson fez parte da famosa família no wrestling Von Erich. Ele é conhecido por sua passagem pela promoção de seu pai, World Class Championship Wrestling (WCCW) e World Wrestling Federation (WWF).
Adkisson foi por uma vez NWA World Heavyweight Champion e uma vez WWF Intercontinental Champion.
Em 2009 foi indicado ao WWE Hall of fame.

## Carreira no wrestling
- NWA Texas (1978-1979)
- World Class Championship Wrestling (1980-1982, 1983-1989)
- St. Louis Wrestling Club (1983)
- World Wrestling Federation (1990-1992)

## Morte
Von Erich sofria de problemas com drogas desde 1986. A situação foi agravando-se e levou-o a cometer um suicídio no rancho de seu pai, Fritz, em 18 de Fevereiro de 1993, na cidade de Denton, Texas. Isto aconteceu apenas um dia após Kerry iniciar uma possessão de cocaína.